# Bohdanivka, Mejova
Bohdanivka (în ucraineană Богданівка) este localitatea de reședință a comunei Bohdanivka din raionul Mejova, regiunea Dnipropetrovsk, Ucraina.

## Demografie
Componența lingvistică a localității Bohdanivka
     Ucraineană (92,75%)
     Rusă (4,31%)
     Alte limbi (0,2%)
Conform recensământului din 2001, majoritatea populației localității Bohdanivka era vorbitoare de ucraineană (92,75%), existând în minoritate și vorbitori de rusă (4,31%).